# Sceptrella regularis
Sceptrella regularis är en svampdjursart som först beskrevs av Topsent.  Sceptrella regularis ingår i släktet Sceptrella och familjen Latrunculiidae. Inga underarter finns listade i Catalogue of Life.